# Monumento a la Infantería Belga

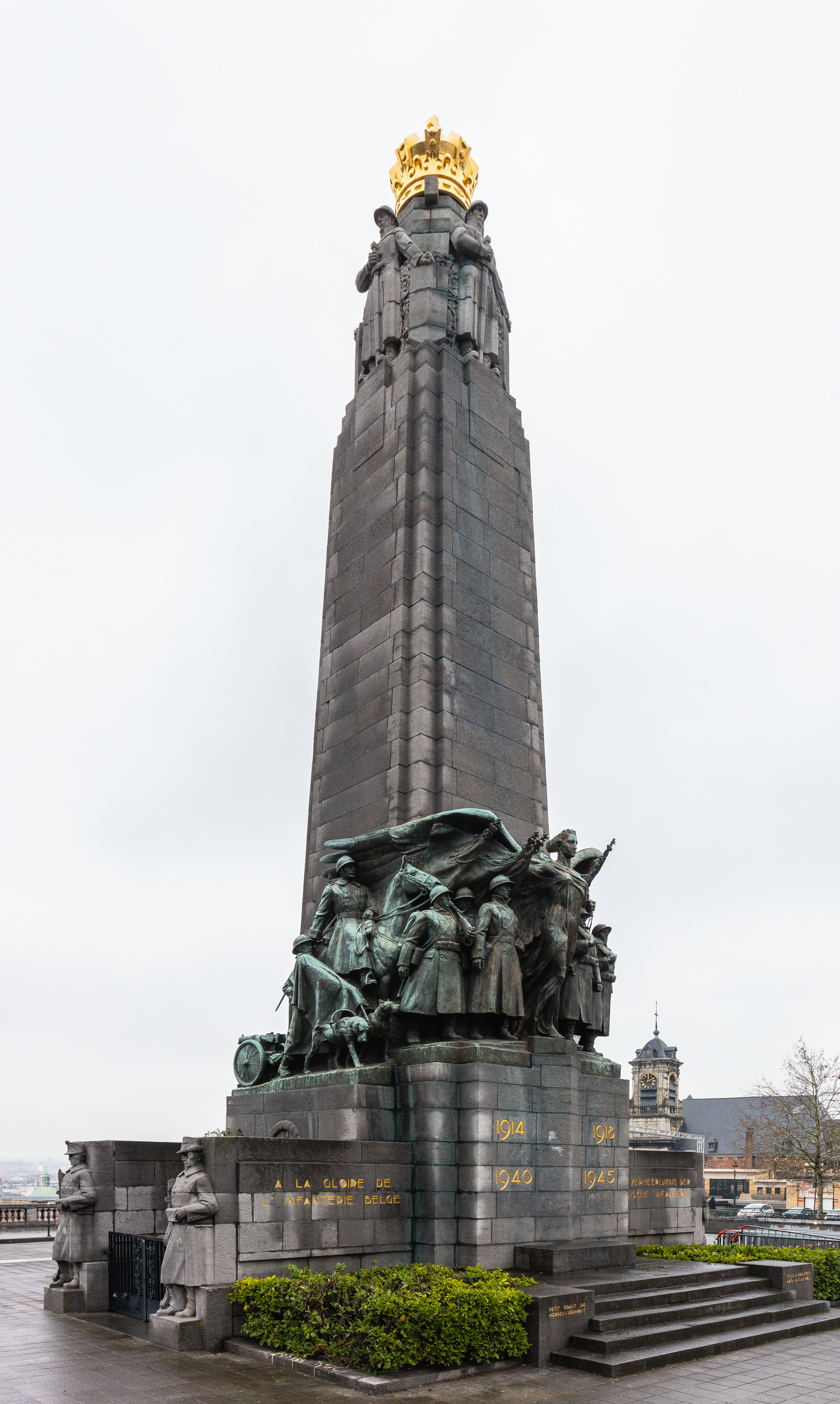
Otra vista del monumento

El Monumento a la Infantería Belga se encuentra al límite de la Plaza Poelaert, justo enfrente del Memorial de Guerra Británico y al noreste del Palacio de Justicia, en la ciudad belga de Bruselas.
El monumento, diseñado por el escultor Edouard Vereycken y el arquitecto Antoine De Mol, conmemora a los soldados de infantería belgas caídos durante la Primera Guerra Mundial (1914-1918) y la Segunda Guerra Mundial (1939-1945).
Está ubicado en una plataforma elevada al centro de la ciudad de Bruselas.

## Diseño

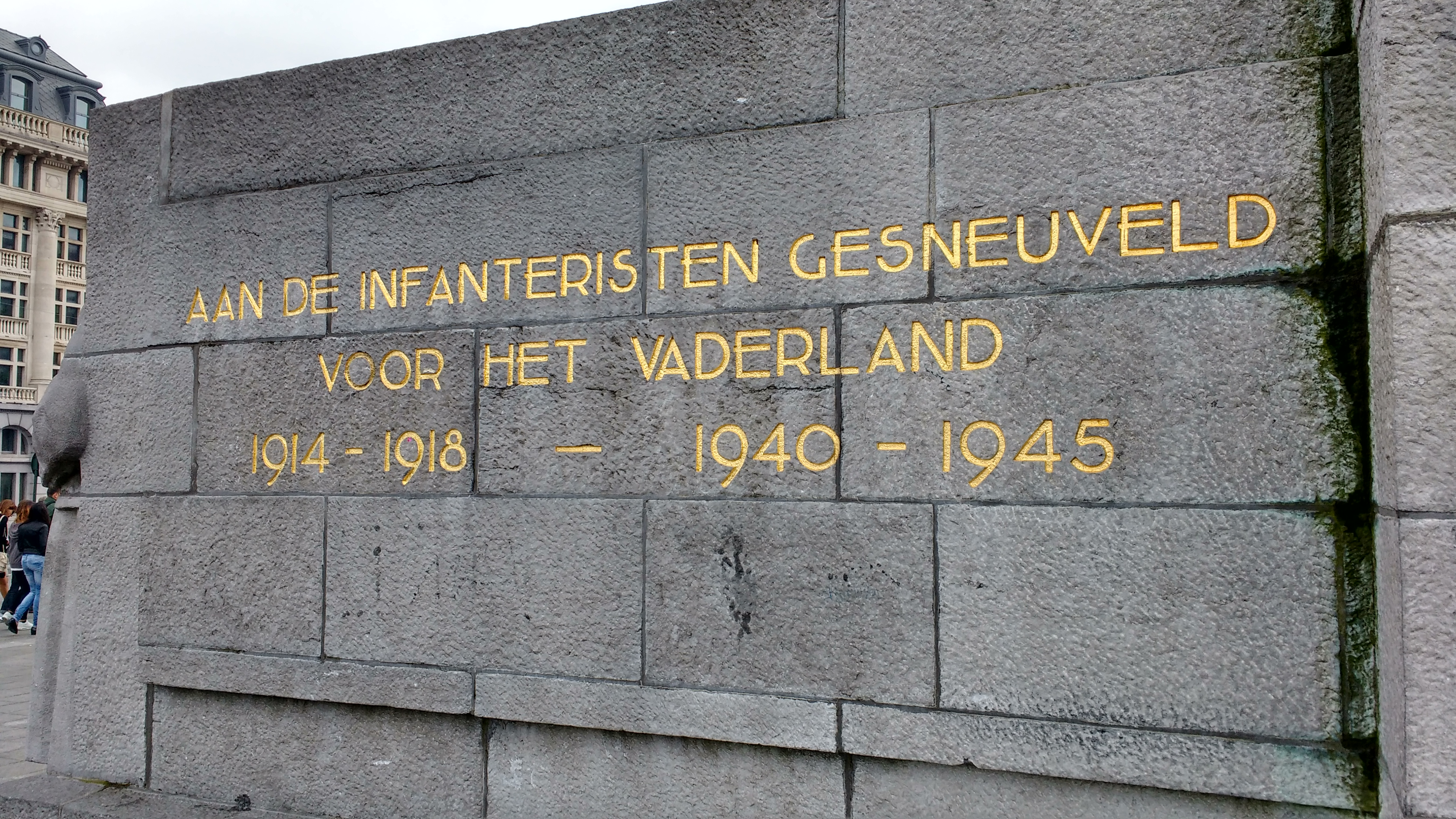
Inscripción del monumento, cuya traducción es: A los infantes caídos por la patria.

El monumento consta de un gran obelisco de piedra caliza azul. En la parte superior del obelisco hay una corona de color dorado con cuatro soldados con espadas debajo.
Este obelisco se encuentra encima de un pedestal cuadrado azul. En el pedestal hay una cripta con una estatua reclinada en ella. La cripta tiene dos puertas metálicas a ambos lados, donde hay dos soldados de piedra. Los dos soldados representan un granadero y un cazador de pie en 1914.
En la parte inferior del monumento hay un conjunto de estatuas, donde se desarrolla una escena militar. En medio hay una gran figura femenina, esta figura tiene alas y viste un vestido largo ondulado, simbolizando la victoria.   

## Historia
Inicialmente se planeó colocar el monumento en la cima del Jardín Botánico, en la esquina del antiguo Observatorio Real. El comité ejecutivo eligió un concurso para la construcción del monumento. El escultor Edouard Vereycken y el arquitecto Antoine De Mol ganaron este concurso. 
En 1932, la ubicación de la estatua cambió a la Plaza Quetelet, donde recibió protestas. Como resultado, a finales de 1933 se decidió colocar el monumento en la Plaza Poelaert. 
El 5 de mayo de 1935, el rey Leopoldo III inauguró el monumento.
El 6 de mayo de 2015, el monumento fue catalogado como monumento protegido.